# Mastodon
O Mastodon é uma banda de heavy metal de Atlanta, Geórgia. A banda é uma das mais notáveis bandas na New Wave of American Heavy Metal, tendo influências de groove metal, rock progressivo, hardcore punk, stoner metal e outras. A música do grupo contém riffs pesados, técnicos e complexos, passagens intrincadas e interludios longos e melódicos, inspirados pelo amor que a banda tem ao rock progressivo dos anos 70. O grupo lançou oito álbuns de estúdio, bem como diversas gravações ao vivo, EPs e faixas originais para trilhas sonoras.

## História
O Mastodon foi formado em 13 de janeiro de 2000 quando Brann Dailor e Bill Kelliher, ambos membros das bandas Lethargy e Today Is the Day, mudaram-se para Atlanta e conheceram Troy Sanders e Brent Hinds, membros da banda Four Hour Fogger, em um show da banda de stoner metal, High on Fire. Ainda em 2000, eles gravam sua primeira demo, conhecida pelos fãs como 9 Song Demo. Esse CD-R era vendido em seus primeiros shows e ainda contava com o primeiro vocalista da banda, Eric Saner.
Mais tarde, no mesmo ano, Eric Saner acabou deixando a banda devido a razões pessoais alguns meses após a gravação do que seria o primeiro álbum de estúdio da banda. A gravação foi remasterizada e remixada pela gravadora Relapse Records, que batizou-a de Call of the Mastodon. Entre mais uma demo e um vinil 7" pela gravadora independente Reptilian Records, a banda acabou assinando um contrato com a Relapse Records, no ano de 2001. O primeiro lançamento da banda foi o EP Lifesblood, que foi bem recebido pela mídia e chamou a atenção para a banda. Em 2002, saiu o debut da banda, chamado Remission. Com o lançamento desse álbum, a banda ganhou críticas positivas e arrebanhou um grande número de fãs. Após uma longa turnê de divulgação, tocando em vários festivais pelo mundo, a banda começa a compor para o novo álbum. Em 2024, a Loudwire elegeu Remission como um dos 11 melhores álbuns de estreia de metal progressivo.
Em 2004, foi lançado o segundo álbum da banda, Leviathan. Leviathan é um álbum conceitual, baseado no conto Moby Dick, escrito originalmente por Herman Melville. Mastodon ganha o prêmio de álbum do ano pela revista Kerrang!, e em 2017 a Rolling Stone inclui Leviathan na lista dos "100 melhores álbuns de metal de todos os tempos".
A música "Blood and Thunder", do álbum Leviathan, tornou-se popular entre a trilha sonora de games de corrida. Em 2005, foi incluída nos games Need for Speed: Most Wanted, Project Gotham Racing 3, Burnout Revenge e Burnout Legends. Também foi incluída no jogo Guitar Hero: Metallica. A música tem a participação especial de Neil Fallon, da banda Clutch, no último verso da canção, apesar de Neil não participar do videoclipe. O Mastodon abriu para o Clutch durante as primeiras tours do grupo. No fim de 2005, dois lançamentos foram anunciados. O primeiro era o álbum Call of the Mastodon, que contém as primeiras demos da banda, remasterizadas e remixadas, acrescentadas com o EP Lifesblood. Já o segundo era o DVD The Workhorse Chronicles, que conta com entrevistas, vídeos da banda, cenas de shows raros e outros extras. Com esses lançamentos, a banda encerrou seu contrato com a Relapse Records.
A banda assinou com a gravadora multinacional Warner Music e lançou o álbum Blood Mountain em 2006, contando com as participações de Josh Homme do Queens of the Stone Age, Scott Kelly do Neurosis e Isaiah "Ikey" Owens e Cedric Bixlar-Zavala do The Mars Volta. A banda concorreu ao Grammy Awards com o álbum, que ficou com o Slayer.
A banda esteve em Portugal em 28 de junho de 2007 proporcionando um grande concerto no festival Super Bock Super Rock 2007, juntamente com Joe Satriani e Metallica. Em 2008, o grupo participou da turnê The Unholy Alliance Tour, ao lado das bandas Slayer, Trivium, Lamb of God, In Flames e Thine Eyes Bleed.

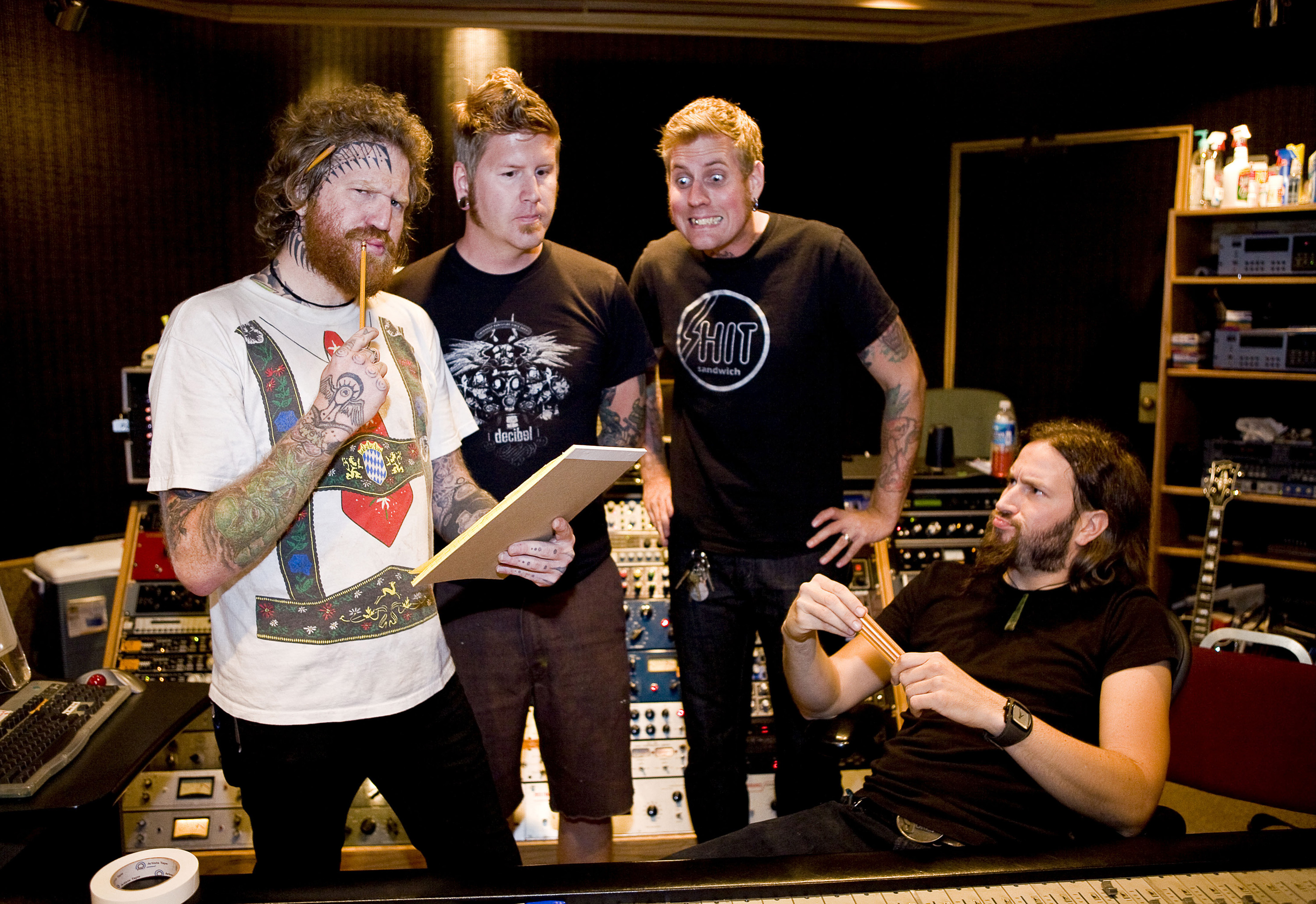
Mastodon durante as gravações de Crack The Skye, em 2008.

No dia 24 de março de 2009, o Mastodon lançou seu quarto álbum de estúdio, Crack the Skye. Produzido por Brendan O'Brien, as letras narram sobre temas como a estética de arte da Rússia czarista, viagem astral, projeção da consciência e as teorias de Stephen Hawking sobre os buracos de minhoca. O álbum recebeu ótimas críticas em seu lançamento, inclusive ficando nas listas de melhores discos do ano em 2009. Em maio, o grupo tocou no programa The Late Show with David Letterman. Para divulgar o disco, o Mastodon dividiu o palco com bandas como Converge, Metallica, High On Fire e Dethklok. Em setembro, o grupo foi confirmado para integrar na trilha sonora do filme Jonah Hex. Um boato no Twitter dava conta que o Mastodon abriria o show do Metallica no Brasil em 2010, mas tudo não passava de especulação.
O quarteto lançou o CD/DVD ao vivo Live at the Aragon em março de 2011. Em junho do mesmo ano, o grupo lançou o single "Deathbound", faixa rejeitada do disco Crack The Skye. Em setembro de 2011, o grupo lançou o quinto disco de estúdio, intitulado The Hunter. O disco foi produzido por Mike Elizondo no Doppler Studios, em Atlanta. Em entrevista ao site Noisecreep, o baterista Brann Dailor definiu o disco como "um Led Zeppelin super pesado".
O grupo lançou no dia 24 junho de 2014 seu sexto álbum de estúdio, Once More 'Round the Sun. Em 31 de março de 2017, foi lançado o sétimo álbum, Emperor of Sand, e em 22 de setembro do mesmo ano, o EP Cold Dark Place.
Em 2021, o Mastodon lançou o oitavo álbum deles, nomeado Hushed and Grim, que foi eleito pela PopMatters e pela Metal Hammer como o 3.º e 2.º melhor álbum de rock/metal progressivo de 2021, respectivamente. A Loudwire também o colocou na 20.ª colocação quando divulgou a lista dos 45 melhores álbuns de rock/metal de 2021, além de eleger a faixa "Teardrinker" como a 27.ª melhor música de metal de 2021.

Em março de 2025, a banda anunciou a saída de Brent Hinds: 
"Amigos e fãs: Após 25 anos monumentais juntos, Mastodon e Brent Hinds decidiram mutuamente se separar," eles escreveram. "Estamos profundamente orgulhosos e imensamente gratos pela música e pela história que compartilhamos, e desejamos a ele nada além de sucesso e felicidade em seus futuros projetos." 

## Integrantes
Membros atuais
- Troy Sanders - baixo e vocal de apoio (2000-presente), vocal principal (2001-presente).
- Bill Kelliher - guitarra rítmica e vocal de apoio (2000-presente).
- Brann Dailor - bateria (2000-presente), vocal de apoio (2005-presente), vocal principal (2008-presente).

Membros anteriores
- Eric Saner - vocal (2000).
- Brent Hinds - guitarra solo e vocal (2000-2025).

Membros de turnês atuais
- João "Rasta" Nogueira - teclados (2021-presente).
- Nick Johnston - guitarra solo e vocal de apoio (2025-presente).

Membros anteriores de turnês
- Derek Mitchka – teclados (2009–2011).
- Mike Keneally – teclados (2016).
- Ben Eller – guitarra solo e vocal de apoio (2025).

## Discografia
| - Remission (2002) - Leviathan (2004) - Blood Mountain (2006) - Crack the Skye (2009) - The Hunter (2011) - Once More 'Round the Sun (2014) - Emperor of Sand (2017) - Hushed and Grim (2021) - Live at the Aragon (2011) - Live at Brixton (2013) - Slick Leg (2001) - Lifesblood (2001) - Jonah Hex: Revenge Gets Ugly EP (2010) - Cold Dark Place (2017) - Call of the Mastodon (2006) - Medium Rarities (2020) | - The Workhorse Chronicles (2006) - The Unholy Alliance (2007) - "Capillarian Crest" (2006) - "Crystal Skull" (2006) - "The Wolf Is Loose" (2006) - "Colony of Birchmen" (2007) - "Divinations" (2009) - "Oblivion" (2009) - "Deathbound" (2011) - "Black Tongue" (2011) - "Curl of the Burl" (2011) - "Dry Bone Valley" (2011) - "High Road" (2014) - "Chimes at Midnight" (2014) - Melvins – "The Bit" - Metallica – "Orion" - Thin Lizzy – "Emerald" - Feist – "A Commotion" - ZZ Top – "Just Got Paid" |